# Дубки (Подільський район)
Дубки́ — село Савранської селищної громади у Подільському районі Одеської області в Україні. Населення становить 85 осіб.

## Історія

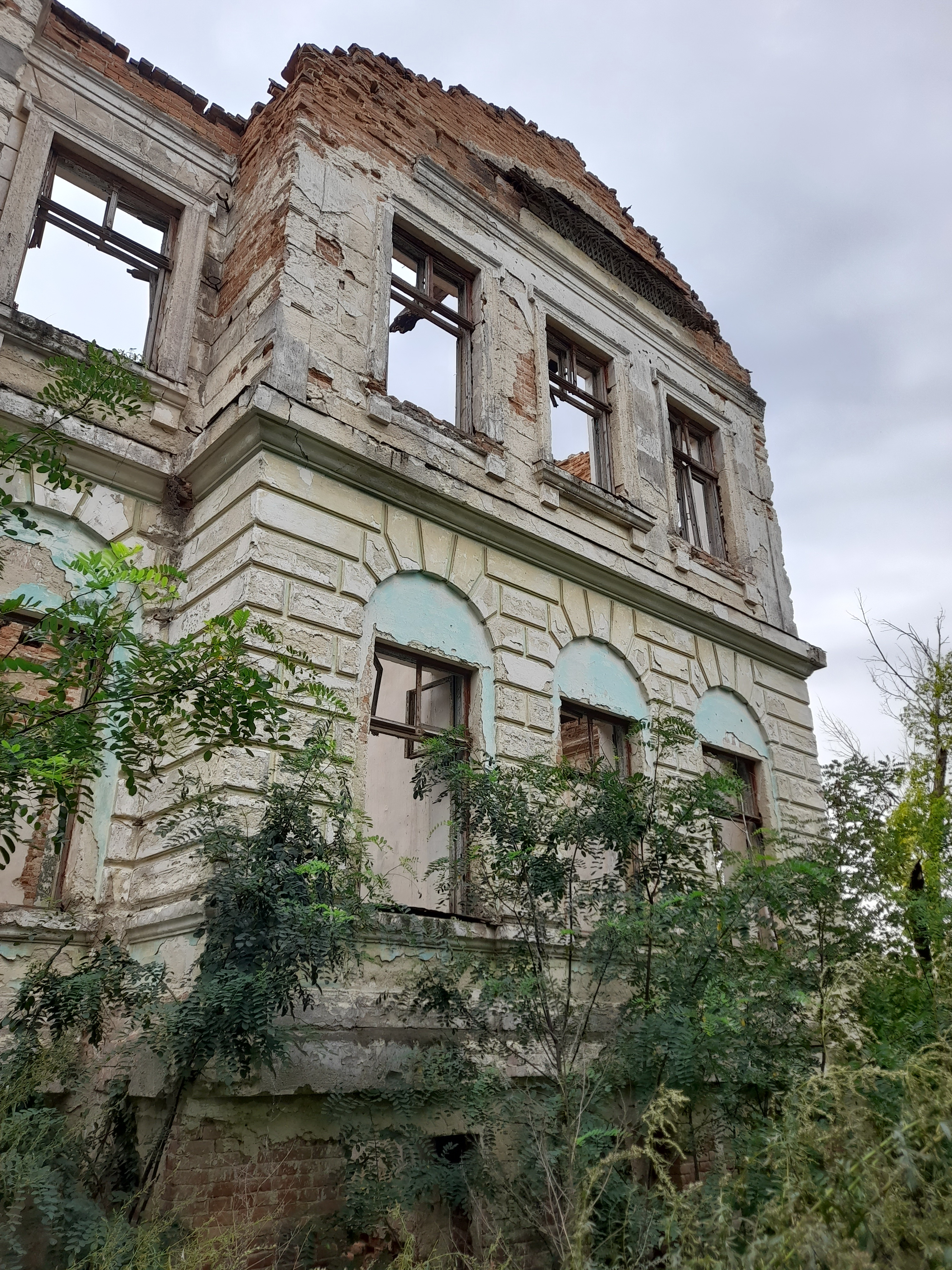
Руїни садиби графині Глебової в Дубківському лісі

В Дубківському лісі, біля села, у 19-му столітті свою садибу звела графиня Глебова, яка натомість у маєтку ніколи не мешкала. Руїни садиби і тепер існують на території покинутого санаторію школи-інтерната.
Під час Голодомору 1932—1933 років помер щонайменше 1 житель села.
Колишній орган місцевого самоуправління — Капустянська сільська рада.
12 червня 2020 року, відповідно до Розпорядження Кабінету Міністрів України від № 724-р «Про визначення адміністративних центрів та затвердження територій територіальних громад Одеської області», увійшло до складу Савранської селищної територіальної громади.
19 липня 2020 року, в результаті адміністративно-територіальної реформи і ліквідації Савранського району, село увійшло до складу новоутвореного Подільського району Одеської області.

## Населення
Згідно з переписом УРСР 1989 року чисельність наявного населення села становила 166 осіб, з яких 70 чоловіків та 96 жінок.
За переписом населення України 2001 року в селі мешкали 84 особи.

### Мова
Розподіл населення за рідною мовою за даними перепису 2001 року:
| Мова       | Відсоток |
| ---------- | -------- |
| українська | 82,35 %  |
| румунська  | 12,94 %  |
| російська  | 3,53 %   |
| гагаузька  | 1,18 %   |